# Dorfkirche Möthlow

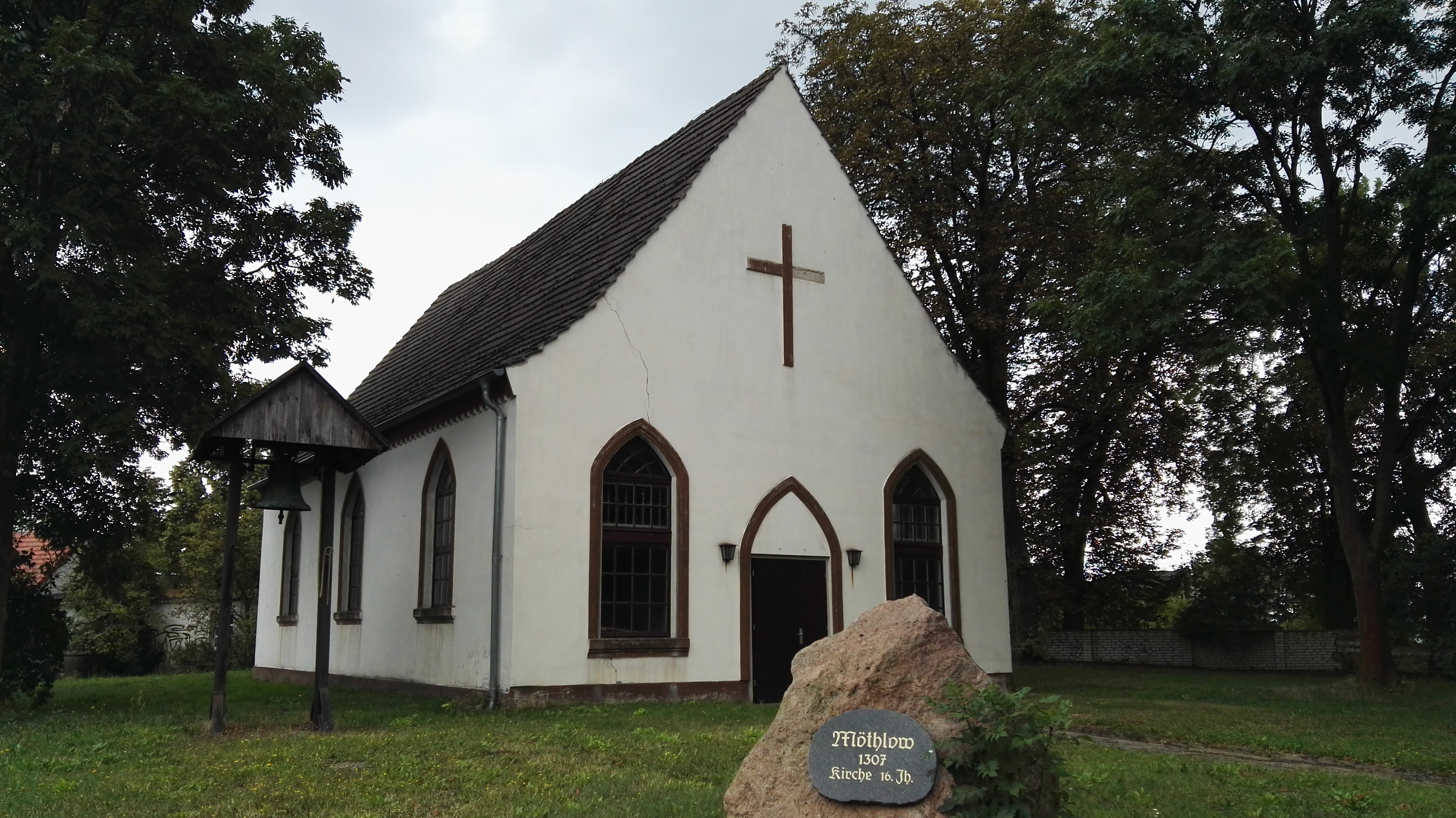
Dorfkirche in Möthlow

Die evangelische Dorfkirche Möthlow ist eine Saalkirche in Möthlow, einem Ortsteil der Gemeinde Märkisch Luch im brandenburgischen Landkreis Havelland. Die Kirchengemeinde gehört der evangelischen Reformationsgemeinde Westhavelland im Kirchenkreis Nauen-Rathenow der Evangelischen Kirche Berlin-Brandenburg-schlesische Oberlausitz an. Die Kirchenausstattung steht unter Denkmalschutz.

## Baubeschreibung
Das Kirchengebäude steht östlich der Möthlower Hauptstraße im Möthlower Ortskern. Es handelt sich um einen schlichten verputzten Saalbau, der im Jahr 1906 erbaut wurde – gründend auf einen Fachwerkbau von 1684. Im Jahr 1983 wurde der westliche Dachturm abgetragen und die Giebelwand wurde verändert. Die Kirche enthält jedoch wertvolle, inzwischen denkmalgeschützte Ausstattungsstücke aus der Renaissance, wie zum Beispiel einen reichen Altaraufsatz aus dem Jahr 1600, der teilweise im Jahr 1906–1907 restauriert wurde. Der zweigeschossige Aufbau enthält ein Abendmahlgemälde in der Predella und eine Darstellung des Gnadenstuhls im Hauptfeld. Hinter den Säulen befinden sich Gemälde der vier Evangelisten, während in den Rundbogennischen vermutlich spätgotische Schnitzfiguren von Johannes dem Evangelisten und dem heiligen Georg zu finden sind. Ein gemalter Wappenfries befindet sich am Gebälk, während im Aufsatz ein Kreuzigungsrelief zu sehen ist. 
Die Kanzel stammt ebenfalls aus der Zeit um 1600 und besteht aus einem auf einer gedrehter Säule stehenden, polygonalen Korb. Die Brüstungsfelder sind bemalt mit Christus, Johannes und den Wappen der Familien von Bardeleben und Döberitz. In der Nordwand befindet sich eine Sandsteingrabplatte für Andreas Holsten († 1595), die ihn im Flachrelief zeigt, wie er vor dem Kruzifix kniet. Ebenfalls erhalten ist eine Glocke aus dem 15. Jahrhundert, die allerdings – mangels Turm – in einem neben der Kirche aufgebauten Glockenstuhl hängt.